# Ganerbschaft Staden
Die Ganerbschaft Staden war ein Kondominat von Adelsfamilien und der Burggrafschaft Friedberg.

## Geografische Lage
Die Ganerbschaft Staden lag überwiegend im Bereich der heutigen Stadt Florstadt in der Wetterau in Hessen.

## Funktion
Die Ganerbschaft Staden war ähnlich einem Amt organisiert. Die Burg Staden bildete den Verwaltungsmittelpunkt der Ganerbschaft. In der Frühen Neuzeit waren Ämter eine Ebene zwischen den Gemeinden und der Landesherrschaft. Die Funktionen von Verwaltung und Rechtsprechung waren hier nicht getrennt. Dem Amt stand ein Amtmann vor, der von der Landesherrschaft eingesetzt wurde. 

## Bestandteile
Neben der Burg Staden gehörten zur Ganerbschaft die Orte
- Staden,
- Ober-Florstadt,
- Nieder-Florstadt und
- Stammheim.

## Geschichte
Ursprünglich befand sich das Gebiet in der Hand der Familie von Isenburg. 1405 verkaufte Johann II. von Isenburg-Limburg die Dörfer und die Burg an mehrere Adelsfamilien. Die sich daraus bildende Ganerbschaft verteilte sich zeitweise auf bis zu 19 Teilhaber. Da die meisten von ihnen aus dem Umfeld des Wetterauer Grafenvereins stammten, wo das Solmser Landrecht weit verbreitet war, wurde dieses auch in der Ganerbschaft und deren Gebiet, auch nachdem sie aufgelöst worden war, angewandt. Diese Rechtslage wurde erst zum 1. Januar 1900 von dem einheitlich im ganzen Deutschen Reich geltenden Bürgerlichen Gesetzbuch abgelöst.
Von 1729 bis zum Ende des Alten Reichs gab es noch drei Teilhaber:
- die Burggrafschaft Friedberg (13/57),
- die Grafen von Isenburg-Büdingen (12/57) und
- die Löw von Steinfurth (32/57).

Mit der Rheinbundakte fiel 1806 auch die staatliche Hoheit über alle reichsritterschaftlichen Besitzungen den größeren, sie umgebenden Staaten zu. Dazu zählten auch die anteilig gehaltenen Rechte an Kondominaten, wie der Ganerbschaft Staden. Sie war nun vollständig vom Territorium des Großherzogtums Hessen umgeben, das sie in Besitz nahm. Allerdings unterlagen die gewonnenen Gebiete zwar der staatlichen Hoheit des Großherzogtums, aber die Souveränitätsrechte der bisherigen Landesherren mussten weiter erhalten werden. Das störte das Großherzogtum selbstverständlich in seiner Souveränität.
Da das Großherzogtum nach der Abfindung des letzten Burggrafen von Friedberg 1817 selbst vollständig die ehemals der Burggrafschaft zustehenden Rechte innehatte, jetzt also selbst an der Ganerbschaft beteiligt war, drängte es mit Erfolg auf deren Auflösung. So endete die Ganerbschaft nach mehr als 400 Jahren 1819 mit einer Realteilung:
- Das Großherzogtum erhielt Stammheim, das es in seine Provinz Oberhessen und dort dem Amt Altenstadt eingliederte.[6]
- Die Löw von Steinfurth erhielten Ober- und Nieder-Florstadt. Die Niedere Gerichtsbarkeit blieb ihnen erhalten und wurde zunächst durch das Patrimonialgericht Steinfurt ausgeübt[7], dann aber bis 1825 an den Staat übertragen.[8]
- Die Fürsten von Isenburg bekamen Staden, das sie in den 1822 für ihre „Souveränitätslande“ (Standesherrschaft) gegründeten Landratsbezirk Büdingen eingliederten.[9]